# Гідравлічний розтискач
Гідравлічні розтискачі (спредери) виконують три основних функції: розширення, стискання та стягування. Вони можуть руйнувати чи стискати металеві елементи, створюючи слабкі та крихкі точки чи зони для подальшого розрізання, а також дозволяють розтискати елементи в різні сторони. Третя функція виконується за допомогою використання гакових адаптерів на наконечниках відповідних інструментів, що дозволяє розтискачу стягувати елементи, зближуючи їх.
Як правило, розтискач складається з гідроприводу, двох важелів (губок) зі змінними наконечниками, ручки для транспортування, керуючого вузла та шлангів зі з'єднувачами. Корпус спредера закривається захисним кожухом.

Загальна будова гідравлічного розтискача

1 — рукоятка; 
2 — напірний шланг; 
3 — зворотний шланг; 
4 — керуючий клапан; 
5 — гідроциліндр приводу; 
6 — переносна ручка; 
7 — захисний кожух; 
8 — важіль; 
9 — наконечник